# Пленіца
Пленіца (рум. Plenița) — село у повіті Долж в Румунії. Входить до складу комуни Пленіца.
Село розташоване на відстані 232 км на захід від Бухареста, 51 км на захід від Крайови.

## Населення
За даними перепису населення 2002 року у селі проживали 4194 особи.
Національний склад населення села:
| Національність | Кількість осіб | Відсоток |
| -------------- | -------------- | -------- |
| румуни         | 4052           | 96,6%    |
| цигани         | 140            | 3,3%     |

Рідною мовою назвали:
| Мова      | Кількість осіб | Відсоток |
| --------- | -------------- | -------- |
| румунська | 4133           | 98,5%    |
| циганська | 60             | 1,4%     |